# Rood haar

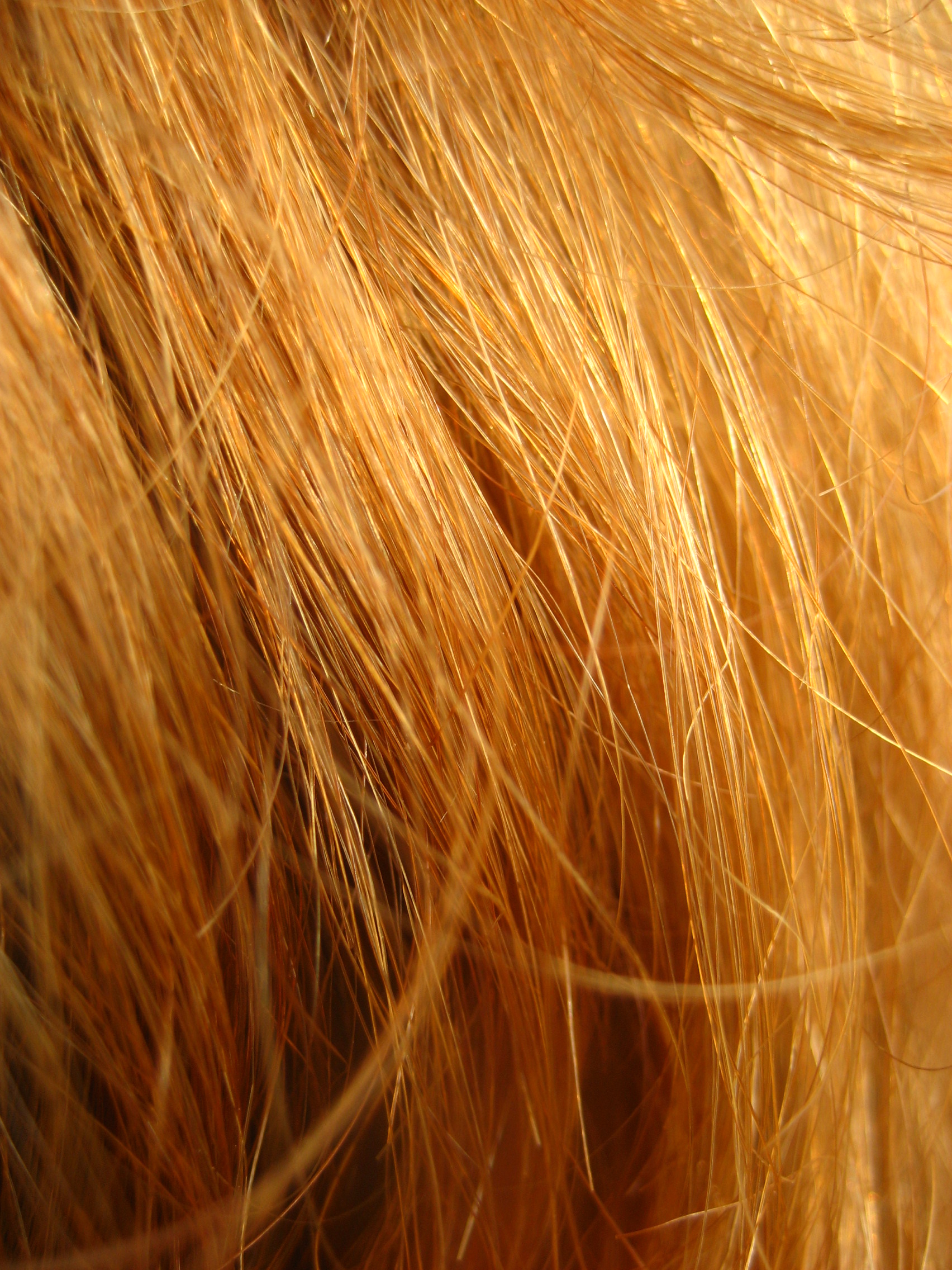
Rood haar

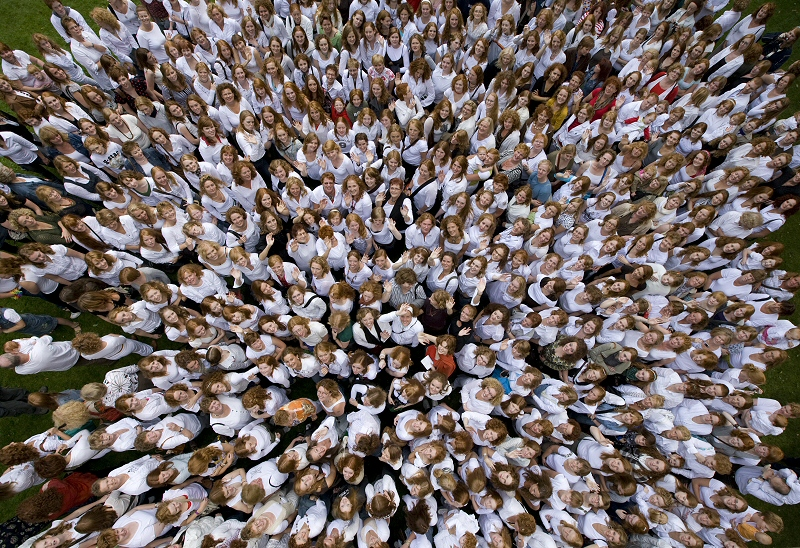
Honderden roodharigen op de roodharigendag 2007

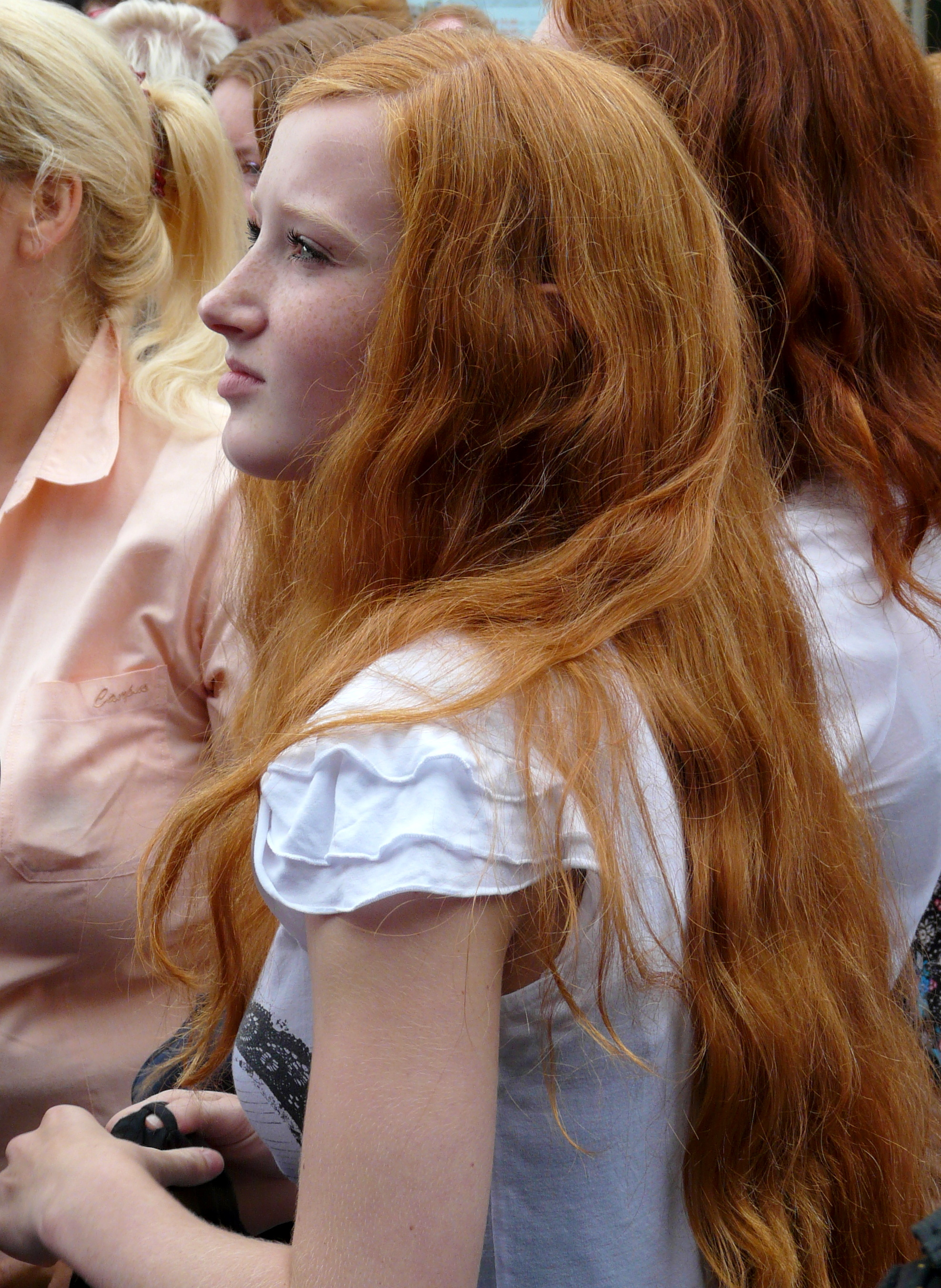
Roodharigen tijdens roodharigendag 2011

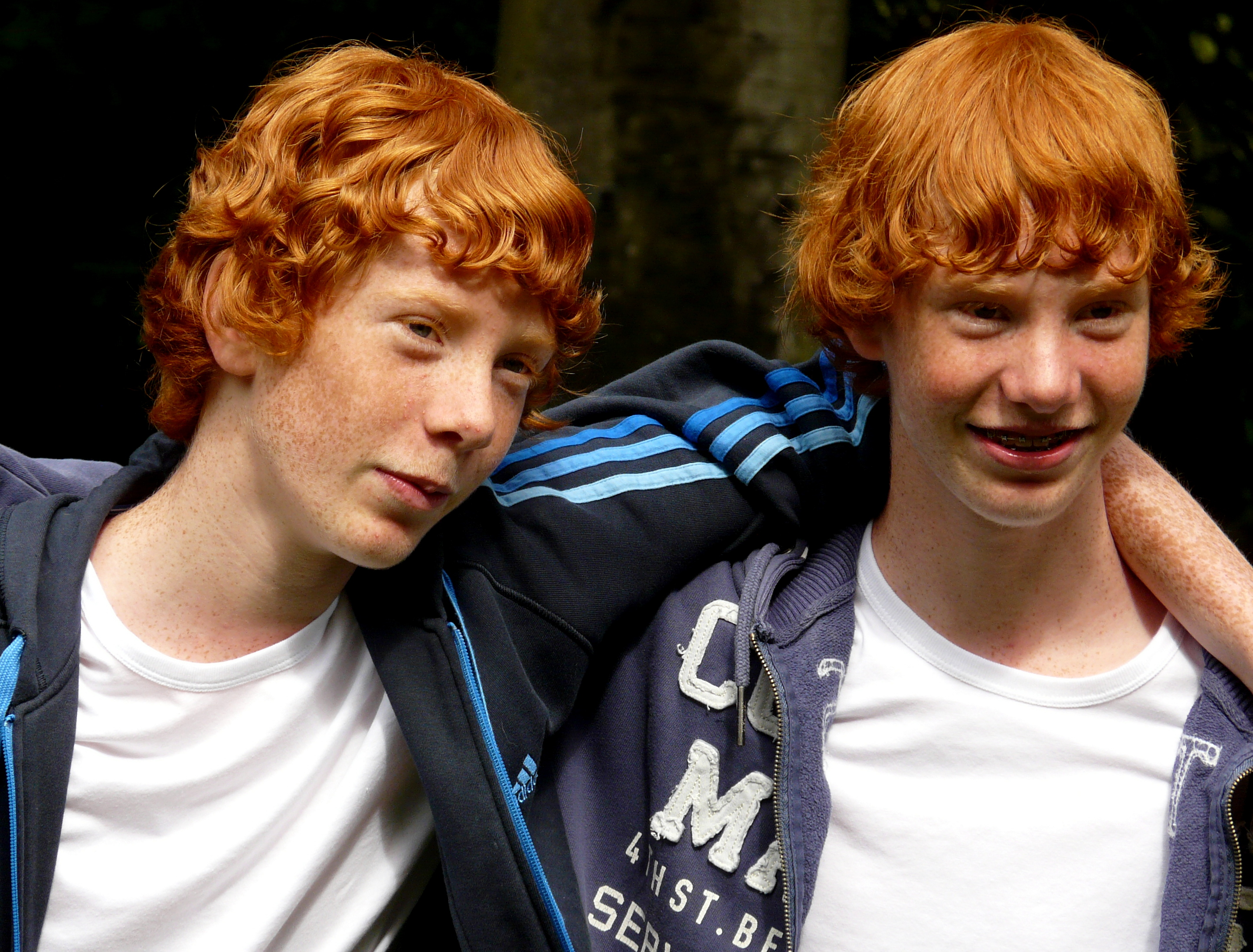
Roodharige tweeling tijdens roodharigendag 2011

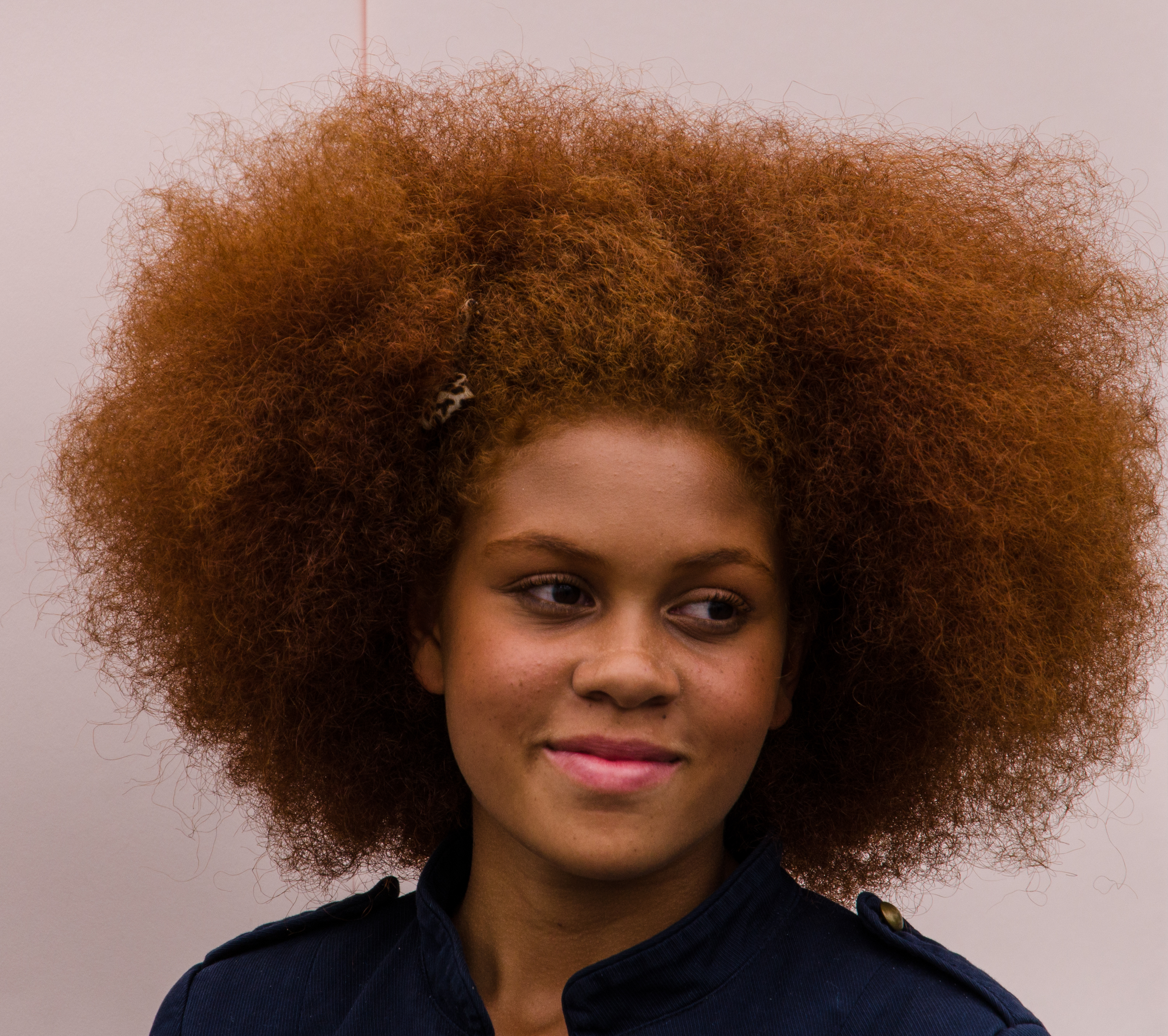
Roodharige met kroeshaar

Rood haar, ook wel oranje of ros(sig) haar is een menselijke haarkleur die voorkomt bij 1 à 2 procent van de wereldbevolking. Een hogere frequentie komt voor onder mensen van Noord- of Noordwest-Europese afkomst, in het bijzonder in Groot-Brittannië en Ierland. Het komt het meest voor bij individuen die van beide ouders een niet-dominant of recessief allel op chromosoom 16 hebben gekregen.

## Percentages roodharigen
Schotland heeft het hoogste percentage roodharigen. Geschat wordt dat daar 13% van de bevolking rood haar heeft. Ierland volgt met 11% roodharigen. Ook bij de Oedmoerten, een etnische groep in Rusland, komt roodharigheid opvallend veel voor. In de VS schat men de aanwezigheid tussen de 2 en 5%, in de EU ligt dat rond de 4% en op wereldniveau is het minder dan 1%. 

In Nederland is 2,45% van de bevolking roodharig volgens het onderzoek uit 1904 van 478.976 Nederlandse schoolkinderen door anatoom Louis Bolk. Bolk ontdekte dat de provincie Drenthe de grootste frequentie van het kenmerk had met 2,78%, en de provincie Zeeland had de laagste frequentie van 1,88%. Afgezien van de etnisch Nederlandse schoolkinderen, onderzocht hij 9.860 Nederlands-joodse schoolkinderen en vond hij 2,56% rood haar. Bolk ontdekte dat een hogere frequentie van rood haar niet gecorreleerd was met meer blond haar tussen de verschillende provincies van Nederland.  Een studie uit 2016 naar de genetische overlap tussen haar en oogkleur, die de bevindingen van Bolk vergeleek met de gegevens van het Nederlandse tweelingregister dat in 2004 werd verzameld, vond dat de twee min of meer consistent waren.
Bij een groot deel van de mensen met rood haar kunnen op DNA-niveau variaties in het gen MC1R (melanocortine 1 receptor) gevonden worden. Daarnaast lijken ook varianten in het gen OCA2 van invloed. MC1R is waarschijnlijk van invloed op de activiteit van melanocyten en in welke mate ze pigment gaan produceren als gevolg van UV-straling.

## Kenmerken
Mensen met rood haar hebben vaak dikker haar dan mensen met een andere haarkleur. Roodharigen hebben een huid die zeer gevoelig is voor zonlicht en snel verbrandt.
Het is mogelijk dat natuurlijke roodharigen een andere pijnwaarneming hebben dan anderen. Er zijn echter zowel onderzoeken die vonden dat ze gevoeliger waren, als onderzoeken die het tegendeel aantoonden. Er zijn medici die beweren dat roodharigen 20% meer verdoving nodig hebben dan andersharigen.

## Cultureel
In de Europese middeleeuwen had een rode haarkleur een negatieve connotatie. Zo ontstond vanaf de 12e eeuw de traditie om verradersfiguren uit de Bijbel zo hatelijk en lelijk als mogelijk af te beelden. Figuren als Judas en Kaïn werden in de beeldende kunsten voortaan afgebeeld met een lelijk gezicht maar ook met rood haar. Deze traditie bleef na de middeleeuwen voortleven. In de 17e eeuw droegen naar verluidt roodharigen pruiken om hun haarkleur te verbergen (een bekend voorbeeld was de Italiaanse componist Antonio Vivaldi). En ook nog in de 19e eeuw werd een rode haarkleur gebruikt in spotprenten of in het volkstoneel voor figuren die minachting opriepen.

## Bijeenkomsten
Sinds 2005 is er in de Nederlandse provincie Noord-Brabant een jaarlijkse Roodharigendag, tot 2018 in Breda en vanaf 2019 in Tilburg. Het evenement bestaat uit tientallen activiteiten die een link hebben met rood haar en trekt bezoekers uit alle werelddelen.
Sindsdien hebben soortgelijke evenementen ook in andere landen het licht gezien. In het plaatsje Crosshaven in Ierland wordt sinds 2009 een jaarlijkse 'Redhead Convention' gehouden. In Londen in het Verenigd Koninkrijk is er ook een jaarlijks evenement, zo ook in Porto Alegre in Brazilië, in Melbourne Australië, Milaan Italië, en meerdere steden in de Verenigde Staten waaronder Chicago, Portland en Rome (Georgia).

## Galerij
Enkele foto's en portretten van bekende roodharigen:

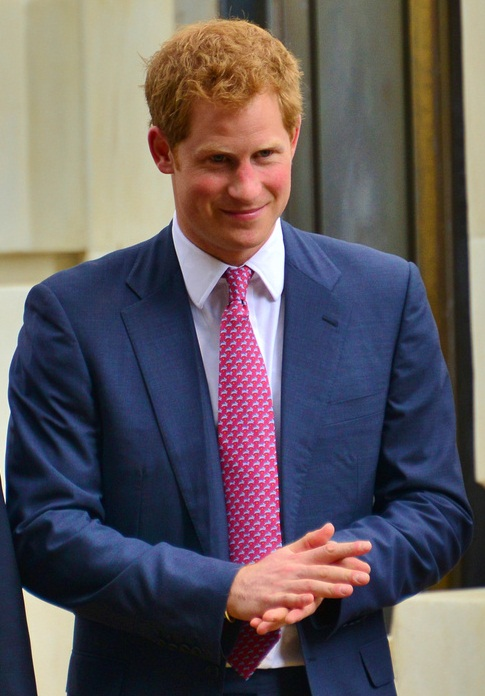
Prins Harry van Sussex
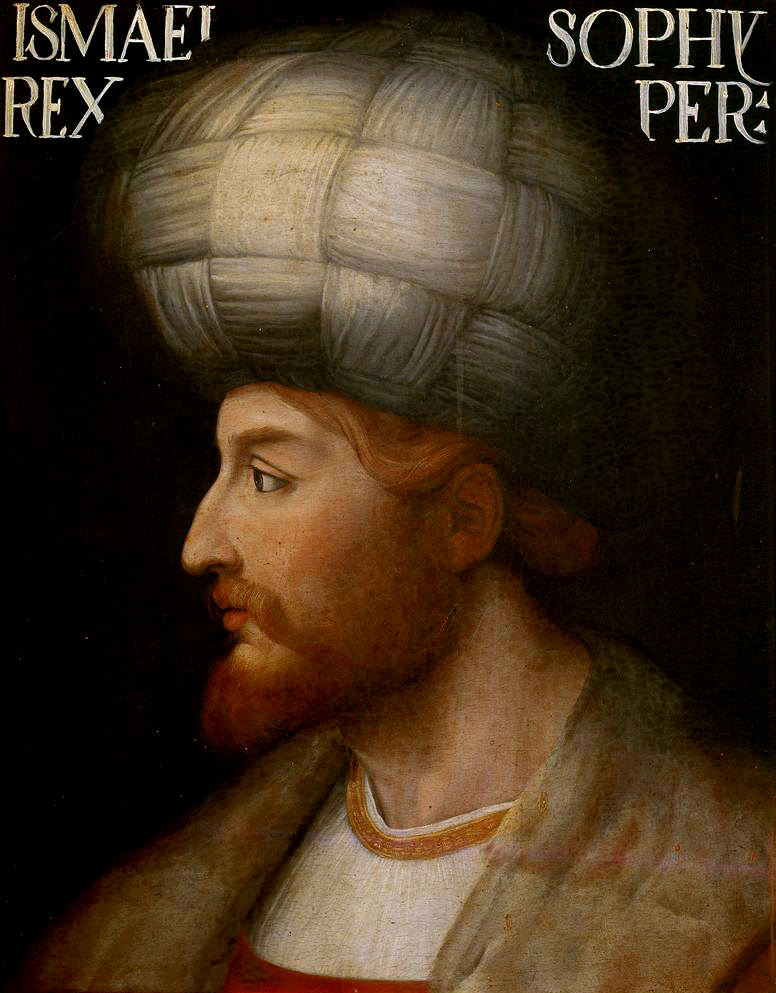
Ismail I
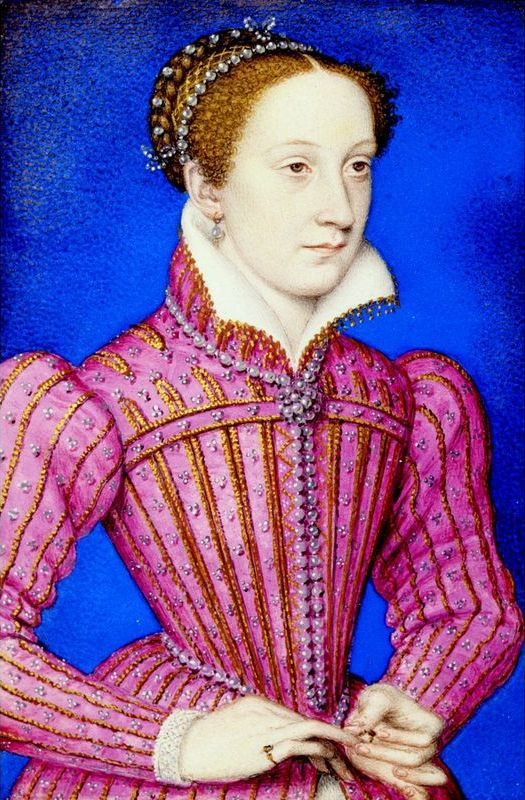
Maria I van Schotland
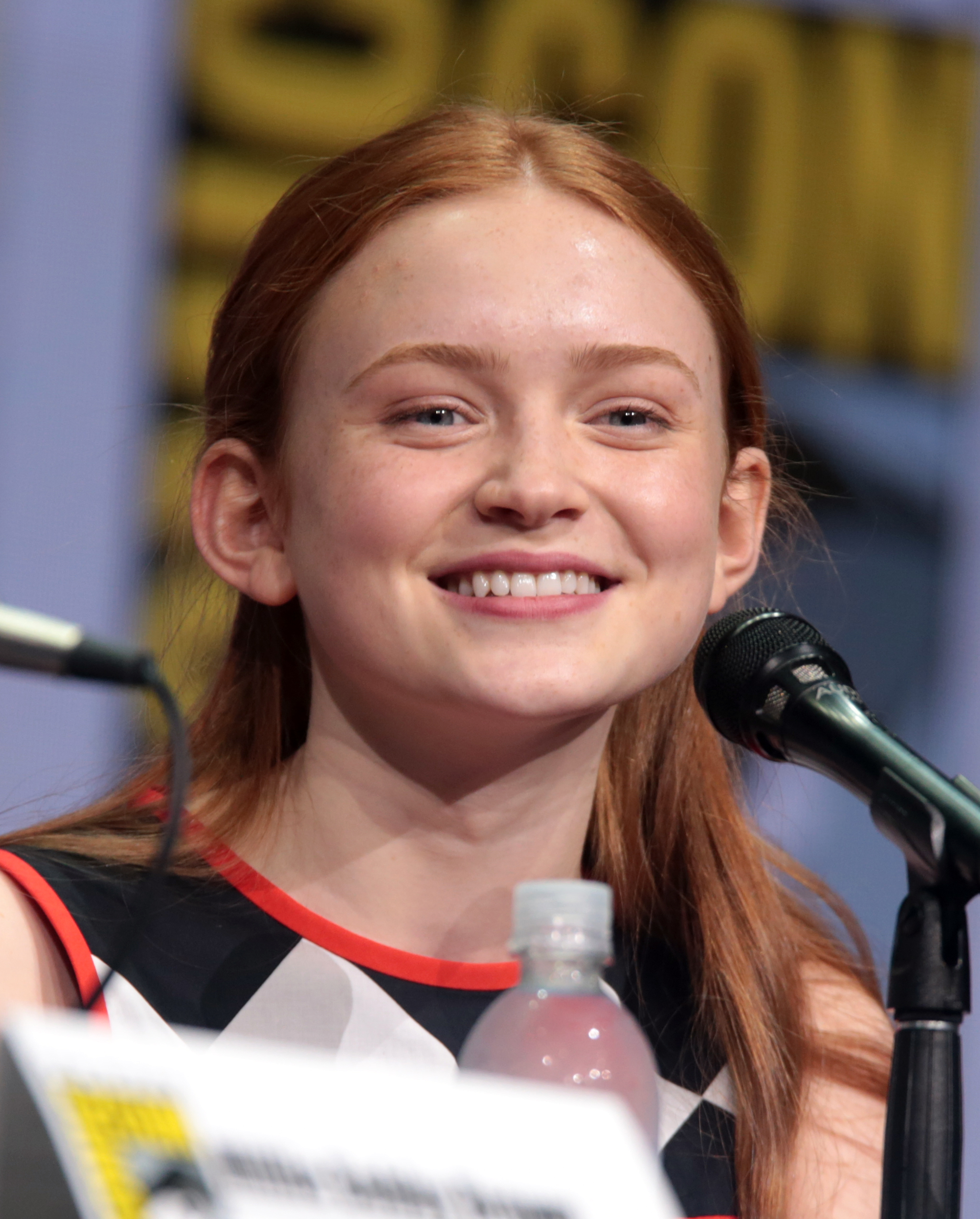
Sadie Sink
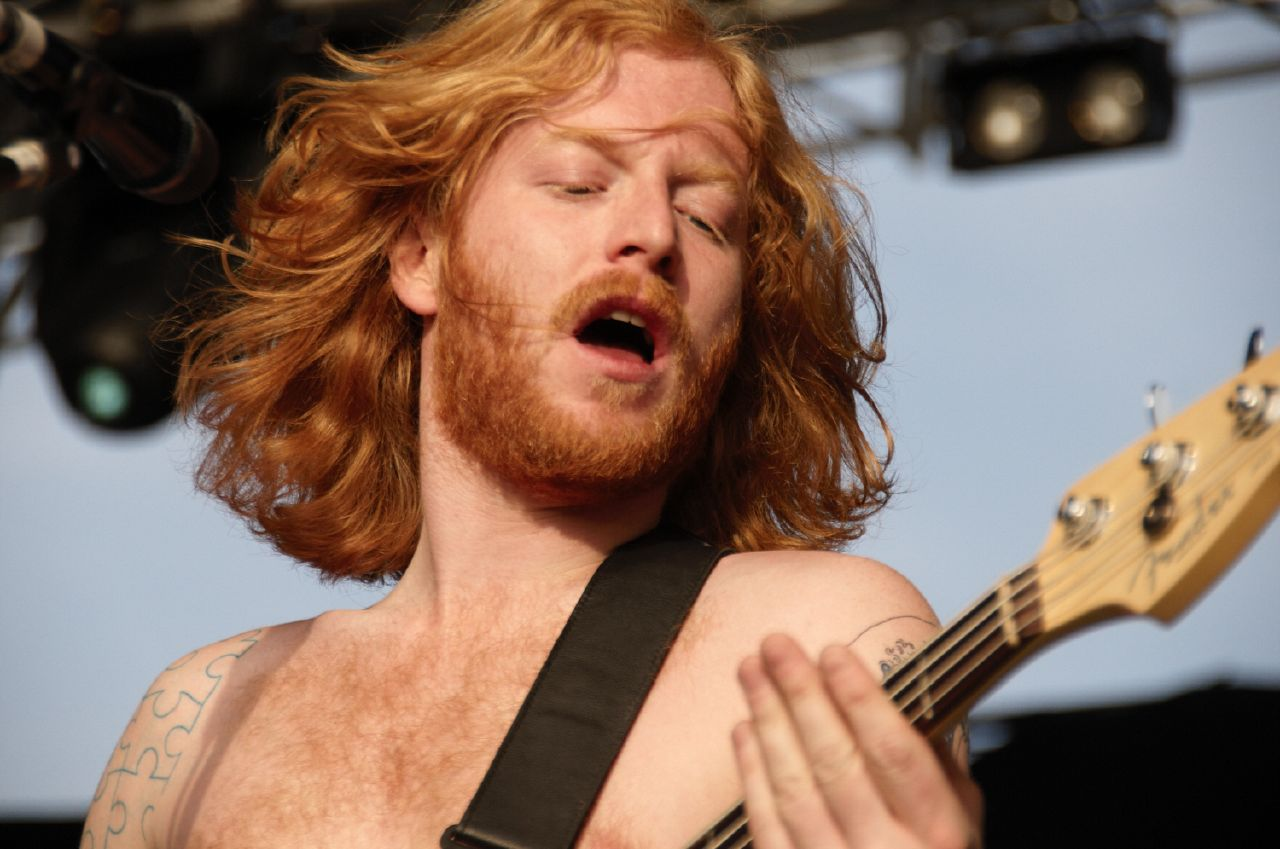
Gitarist James Johnston van Biffy Clyro
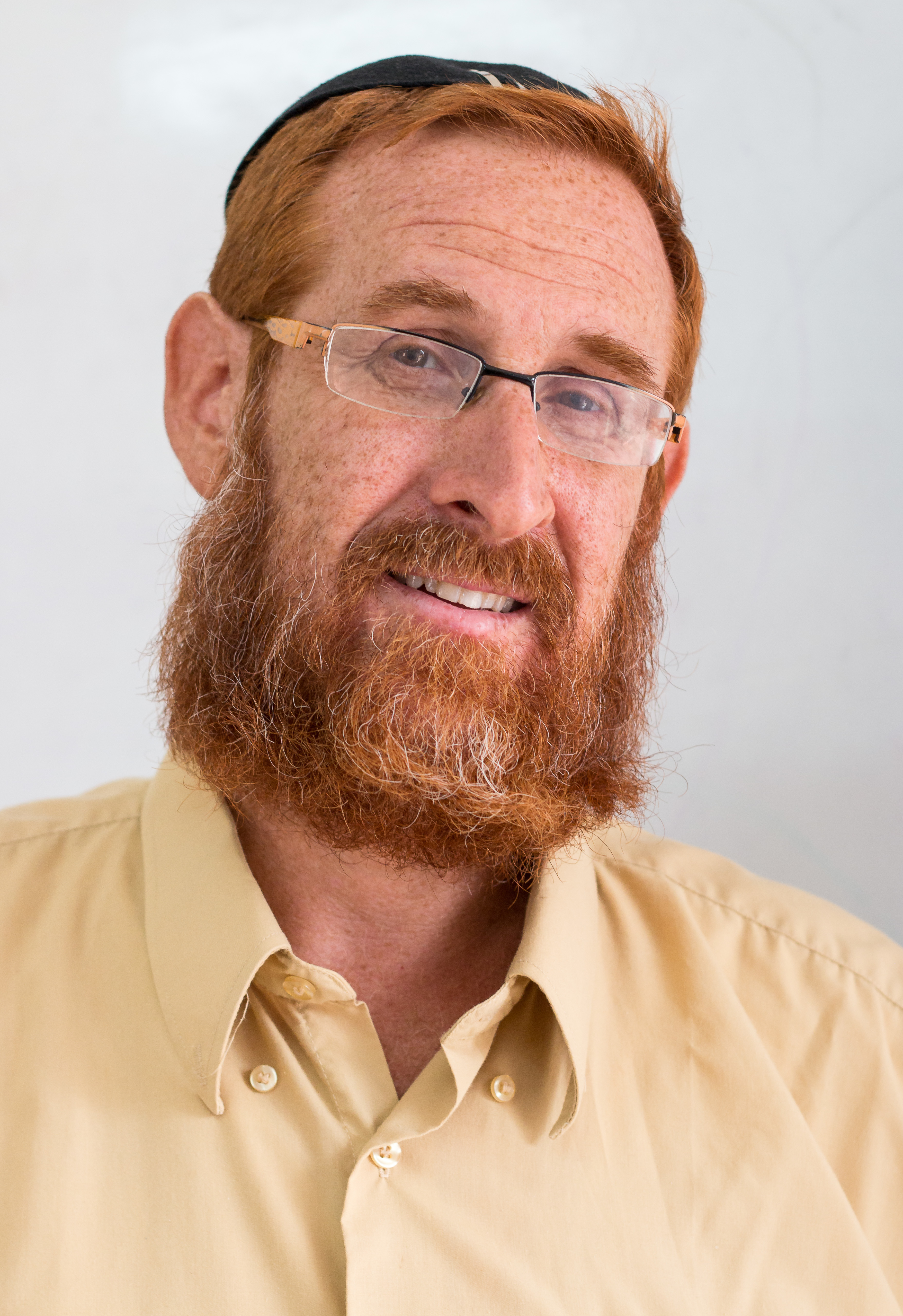
Rabbijn Yehuda Glick